# Gynopygoplax
Gynopygoplax is een geslacht van halfvleugeligen uit de familie schuimcicaden (Cercopidae). De wetenschappelijke naam van dit geslacht is voor het eerst geldig gepubliceerd in 1909 door Schmidt.

## Soorten
Het geslacht Gynopygoplax omvat de volgende soorten:
- Gynopygoplax atkinsoni Lallemand, 1927
- Gynopygoplax bicolor Lallemand, 1956
- Gynopygoplax brunneopunctata Lallemand, 1939
- Gynopygoplax circe (Stål, 1865)
- Gynopygoplax crocale (Breddin, 1902)
- Gynopygoplax daphne (Stål, 1865)
- Gynopygoplax inclusa Lallemand, 1922
- Gynopygoplax inclusiformis Schmidt, 1911
- Gynopygoplax lapeyrousei (Boisduval, 1835)
- Gynopygoplax luzonensis Schmidt, 1909
- Gynopygoplax meyeri Schmidt, 1909
- Gynopygoplax mounseyi Lallemand, 1927
- Gynopygoplax nigriscutellata Schmidt, 1910
- Gynopygoplax plutonica (Butler, 1874)
- Gynopygoplax proserpina (White, 1845)
- Gynopygoplax proserpinella Schmidt, 1909
- Gynopygoplax submaculata (Walker, 1851)
- Gynopygoplax theora (White, 1845)
- Gynopygoplax unifasciata Schmidt, 1909
- Gynopygoplax walkeri Metcalf, 1961